# Amager Bio
Amager Bio er et spillested beliggende på Øresundsvej 6 på Amager og er en del af Amager Kulturpunkt. 
Spillestedet åbnede i 1997 og har i 2018-2019 gennemgået en gennemgribende renovering, som bl.a. bød på en udvidet foyer med opgraderet garderobe, flere toiletter, større og bedre backstage-faciliteter og en øget publikumskapacitet på godt 1.400 (eller 700 siddende) – mod tidligere knap 1.100 (600 siddende). Endelig er der tilføjet et lækkert nyt balkonområde med udsigts- og rygeterrasse. 
Amager Bio er kendt for spillestedets gode akustik og lydteknik. Hovedfokus er på den rytmiske musik - specielt fra de nordiske lande - inden for genrerne rock og blues samt ny elektronisk musik. Programfladen er dog bred og spænder over alt fra dødsmetal til strømlinet popmusik. Siden spillestedets åbning, den 28. februar 1997, har der været arrangeret mellem 90 og 125 årlige koncerter i samarbejde med Musikforeningen 5-Øren. Dette samarbejde inkluderer også den frivillige arbejdskraft, som Amager Bio er afhængig af.
Fra 2005-2009 blev prisuddelingen Danish Metal Awards afholdt i Amager bio. I 2017 afholdes Danish DeeJay Awards i Amager Bio.

## Historie
Amager Bio blev opført i 1939-41 og havde oprindeligt hovedindgang fra Amagerbrogade 123. Grundet dets konstruktion og arkitektoniske udformning blev biografen omtalt som tyskerbeton - ikke mindst på grund af dens dristige fremtoning for tiden. I 1976 blev biografen opdelt i to sale, med plads til 375 biografgængere i hver, for på den måde at være mere konkurrencedygtig i forhold til det fremadstormende fjernsyn. Amager Bio blev i januar 1986 solgt til A.P. Møller og Dansk Supermarked med henblik på at forvandle den gamle biograf til et supermarked. Sundby Lokalråd opponerede kraftigt imod dette, da de mente, at stedet skulle bibeholde sine kulturelle rødder. I december 1989 indgik Københavns Kommune således en aftale med Dansk Supermarked, hvilket gav dem brugsretten over Amager Bio i 20 år, imod at Dansk Supermarked måtte opføre en Netto et andet sted i lokalområdet. Overborgmesteren overgav herefter officielt lokalerne til Sundby Lokalråd.
I de efterfølgende år blev den efterhånden nedslidte og forladte biograf brugt af diverse græsrodsbevægelser til forskellige kulturelle begivenheder, og i 1991 blev Amager Kulturråd dannet med henblik på at forvandle Amager fra et kulturelt uland til en kulturel højborg. Ideen var, at den hedengangne biograf, i samarbejde med den nedlagte Øresundsvejens Skole og Ny Røde Kro Teater, skulle danne rammerne om et kulturelt arnested med fokus på teater, musik, film og diverse kulturelle arrangementer. I 1992 etableredes Amager Kulturbutik, der var et lokalt beskæftigelsesprojekt for akademikere, der fik til opgave at stå for projekteringen af et kulturhus - den gamle biograf. I 1993 bevilligede overborgmester Jens Kramer Mikkelsen 10 millioner kroner til ombygningen af Amager Bio, hvilket blandt andet omfattede en sammenbygning af de to biografsale, så den atter blev til én stor sal.
Kort før indvielsen i 1997 opførte Det Unge Operacompagnie Mozarts opera Don Juan på den nye scene, for at vise stedets mangfoldighed. I de efterfølgende år blev denne mangfoldighed cementeret gennem en programflade, der spændte over både film, marionetteater, opera, dans, klassisk, rock, korsang, performance og projektioner samt større koncerter med såvel danske som internationale musiknavne.